# Hemerocallis multiflora
Hemerocallis multiflora là một loài thực vật có hoa trong họ Thích diệp thụ. Loài này được Stout miêu tả khoa học đầu tiên năm 1929.